# Élections sénatoriales néerlandaises de 2023
Les élections sénatoriales néerlandaises de 2023 (en néerlandais : Eerste Kamerverkiezingen 2023) ont lieu le 30 mai afin de renouveler pour quatre ans au scrutin indirect les 75 membres de la Première Chambre des États généraux des Pays-Bas.
Ces élections interviennent peu après les élections provinciales du 15 mars 2023 qui voient le Mouvement agriculteur–citoyen (BBB) se placer en tête dans les douze provinces des Pays-Bas, une première pour un parti dans l'histoire politique néerlandaise.
Situé dans l'opposition, le BBB met à profit cette victoire en obtenant 16 sièges lors de sa première participation à des élections sénatoriales. Le cabinet Rutte IV, composé d'une coalition VVD-D66-CDA-CU, déjà en minorité, passe de 32 à 24 sièges.

## Contexte

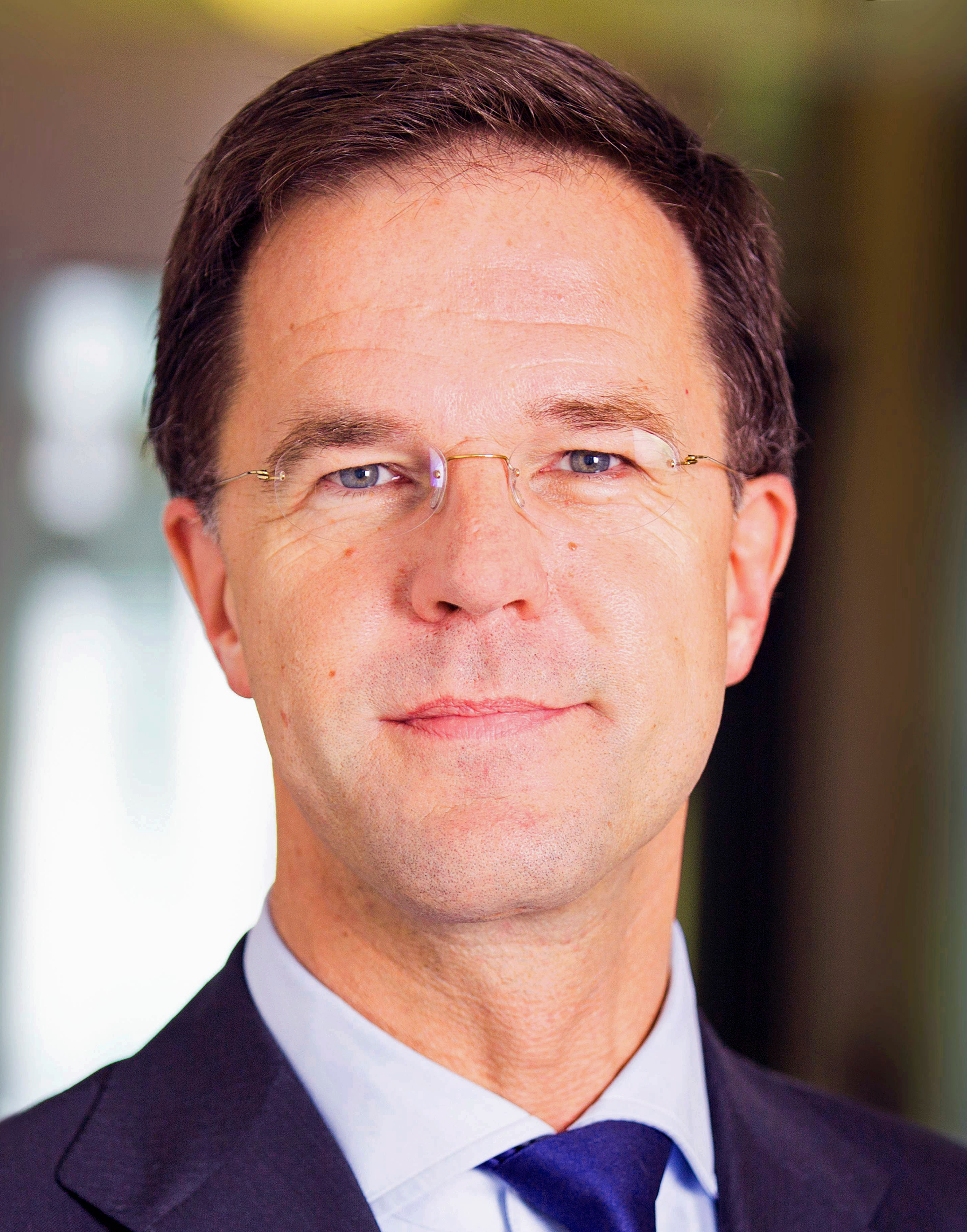
Mark Rutte.

Les élections de mai 2019 sont les premières à voir participer les grands électeurs des communes à statut particulier de Bonaire, Saba et Saint-Eustache.
Le scrutin est marqué par l'arrivée en tête du parti de droite nationaliste Forum pour la démocratie (FvD), qui participe pour la première fois aux élections sénatoriales. Néanmoins, du fait d'un faible soutien des autres partis, la présidence de la Première Chambre après le scrutin revient à Jan Anthonie Bruijn, membre du Parti populaire pour la liberté et la démocratie (VVD), arrivé deuxième. Le gouvernement du  Premier ministre Mark Rutte perd sa majorité à la Première Chambre, les partis membres de la coalition gouvernementale reculant de six sièges.
Les élections législatives de mars 2021 sont cependant une importante victoire pour Mark Rutte, qui devient la première tête de liste à remporter quatre élections législatives consécutives aux Pays-Bas, tandis que son gouvernement conserve la majorité absolue à la Seconde Chambre des États généraux. Cette dernière comporte par ailleurs un total de 17 partis, un record depuis 1918. Le Forum pour la démocratie (FvD) réalise la meilleure performance du scrutin en quadruplant sa présence parlementaire, malgré un effondrement dans les sondages par rapport au pic du parti en tête de ces derniers en juin 2019. Après 271 jours de négociations, qui constituent un nouveau record dans la vie politique néerlandaise, le VVD et les Démocrates 66 (D66) s'accordent avec l'Appel chrétien-démocrate (CDA) et l'Union chrétienne (CU) sur une reconduite de leur gouvernement de coalition sortant. Le cabinet Rutte IV prend ses fonctions le 10 janvier 2022,.
Les élections sénatoriales interviennent deux mois après les élections provinciales de mars 2023, qui voient l'élection des élus locaux amenés à composer le collège électoral. Celles-ci mènent à un véritable bouleversement des rapports des forces en présence. Fondé en 2019, le Mouvement agriculteur–citoyen (BBB) de Caroline van der Plas, d'orientation agrarienne et populiste, devient la première force politique des Pays-Bas avec près de 20 % des suffrages exprimés. Il devient majoritaire dans chaque province, une première historique pour un parti aux Pays-Bas. Ce succès du BBB est attribué au rejet de la rigueur et de la rapidité du « Plan azote », par une perte de confiance dans la politique en général et par l'identification de nombreux Néerlandais en Caroline van der Plas, jugée plus proche de la population. L'ensemble des autres forces politiques pâtissent de la percée du BBB, en particulier l'Appel chrétien-démocrate (CDA) et le Forum pour la démocratie (FvD) qui s'effondre par rapport à sa victoire en 2019. Les partis JA21 et Volt font par ailleurs leur entrée dans les États provinciaux.

## Système électoral

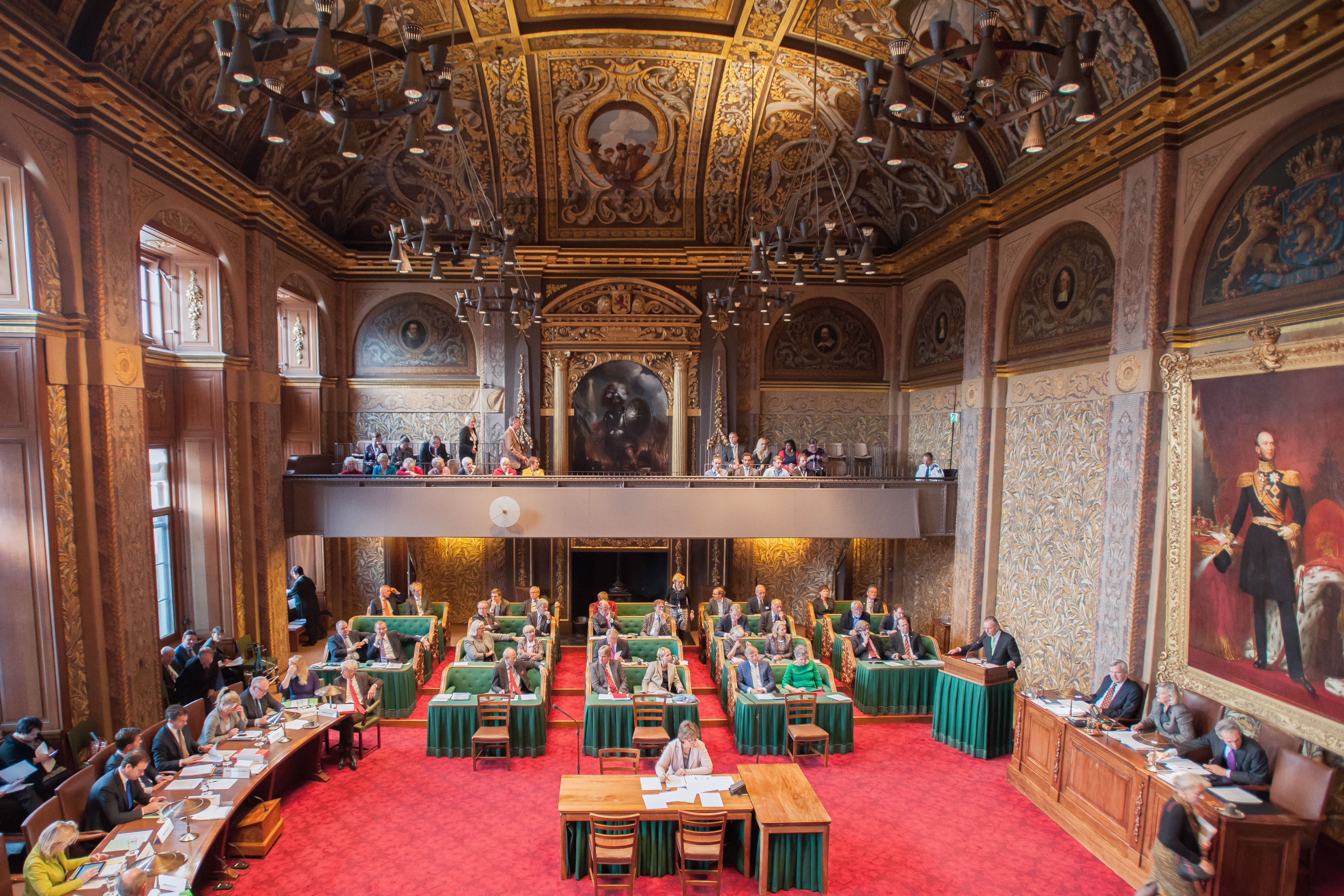
Intérieur de la Première Chambre habituellement en usage. En raison de la rénovation du complexe de la Binnenhof, la Première Chambre siège temporairement au Kazernestraat 52 à La Haye.

La Première Chambre des États généraux est la chambre haute du Parlement néerlandais. Elle est composée de 75 membres élus pour quatre ans au scrutin indirect par un collège électoral composé des membres des États provinciaux (Provinciale Staten), de membres choisis par les élus des communes à statut particulier de Bonaire, Saba et Saint-Eustache dans les Antilles, et pour la première fois de ceux de la diaspora. Le scrutin est proportionnel plurinominal avec listes fermées dans une unique circonscription nationale. Après décompte des voix, la distribution des sièges se fait à chaque parti en proportion de son nombre de voix.
La voix de chaque grand électeur est pondérée en tenant compte de la démographie provinciale ou communale au 1er janvier de l'année au cours de laquelle se tient le scrutin, ainsi que du nombre d'élus par collectivité territoriale. La valeur d'un vote est ainsi proportionnelle à la population de la collectivité dans laquelle le grand électeur est élu, divisée par le nombre d'élus aux États provinciaux dans la province ou le collège électoral concerné, le tout divisé par 100. Ce calcul permet de donner un « poids » (stemwaarde) aux votes des membres en fonction de la population de la collectivité qu'ils représentent. En 2023, le collège électoral est ainsi composé de 616 membres pour un total de 178 970 voix pondérées, avec un poids allant de 5 pour un élu de la commune à statut particulier de Saba à 692 pour celui d'un élu provincial de Hollande-Méridionale. 
Dans les douze provinces constituant la partie continentale du pays, les membres des assemblées provinciales sont directement grands électeurs. Depuis 2019, les communes de Bonaire, Saba et Saint-Eustache situées dans les Caraïbes disposent chacun de leur collège électoral, les élus des conseils municipaux de chacune des îles choisissant les grands électeurs. À ces derniers s'ajoute enfin, pour la première fois en 2023, un collège électoral représentant les Néerlandais vivant à l'étranger. Le collège électoral qui procède à l'élection de la Première Chambre est l'addition de ces cinq collèges,. 
Le scrutin est indirect. Une fois élus au suffrage universel dans chacune des provinces, les membres des États provinciaux procèdent à l'élection des sénateurs dans les trois mois qui suivent leur propre élection. La proximité des deux votes donnent aux élections provinciales un enjeu national puisque la tendance politique de la Première Chambre dépend du résultat des élections dans chaque province.

## Résultats
|                          |                                                        |      |         |       |       |        |               |  |  |  |  |  |  |  |
| Parti                    | Parti                                                  | Voix | Poids   | %     | +/-   | Sièges | +/-           |  |  |  |  |  |  |  |
|                          | Mouvement agriculteur–citoyen (BBB)                    | 137  | 36 976  | 20,66 | Nv    | 16     | 16            |  |  |  |  |  |  |  |
|                          | Parti populaire pour la liberté et la démocratie (VVD) | 67   | 22 194  | 12,40 | 2,71  | 10     | 2             |  |  |  |  |  |  |  |
|                          | Gauche verte (GL)                                      | 55   | 17 313  | 9,67  | 1,51  | 7      | 1             |  |  |  |  |  |  |  |
|                          | Parti travailliste (PvdA)                              | 68   | 15 862  | 8,86  | 0,24  | 7      | 1             |  |  |  |  |  |  |  |
|                          | Appel chrétien-démocrate (CDA)                         | 47   | 13 136  | 7,34  | 4,07  | 6      | 3             |  |  |  |  |  |  |  |
|                          | Démocrates 66 (D66)                                    | 37   | 11 144  | 6,23  | 2,52  | 5      | 2             |  |  |  |  |  |  |  |
|                          | Parti pour la liberté (PVV)                            | 34   | 10 922  | 6,10  | 0,43  | 4      | 1             |  |  |  |  |  |  |  |
|                          | Parti pour les animaux (PvdD)                          | 27   | 8 560   | 4,78  | 1,00  | 3      | en stagnation |  |  |  |  |  |  |  |
|                          | JA21                                                   | 24   | 8 289   | 4,63  | Nv    | 3      | 3             |  |  |  |  |  |  |  |
|                          | Parti socialiste (SP)                                  | 24   | 7 404   | 4,14  | 1,74  | 3      | 1             |  |  |  |  |  |  |  |
|                          | Union chrétienne (CU)                                  | 23   | 6 595   | 3,69  | 1,34  | 3      | 1             |  |  |  |  |  |  |  |
|                          | Forum pour la démocratie (FvD)                         | 17   | 4 866   | 2,72  | 13,15 | 2      | 10            |  |  |  |  |  |  |  |
|                          | Volt                                                   | 14   | 4 826   | 2,70  | Nv    | 2      | 2             |  |  |  |  |  |  |  |
|                          | Parti politique réformé (SGP)                          | 17   | 4 436   | 2,48  | 0,12  | 2      | en stagnation |  |  |  |  |  |  |  |
|                          | 50 Plus (50+)                                          | 8    | 3 264   | 1,82  | 1,21  | 1      | 1             |  |  |  |  |  |  |  |
|                          | Groupe indépendant du Sénat (OSF)                      | 17   | 3 183   | 1,78  | 0,47  | 1      | en stagnation |  |  |  |  |  |  |  |
|                          |                                                        |      |         |       |       |        |               |  |  |  |  |  |  |  |
| Suffrages exprimés       | Suffrages exprimés                                     | 616  | 178 970 | 100   |       |        |               |  |  |  |  |  |  |  |
| Votes blancs et nuls     | Votes blancs et nuls                                   | 0    | 0       | 0     |       |        |               |  |  |  |  |  |  |  |
| Total                    | Total                                                  | 616  | 178 970 | 100   | –     | 75     | en stagnation |  |  |  |  |  |  |  |
| Abstentions              | Abstentions                                            | 0    | 0       | 0     |       |        |               |  |  |  |  |  |  |  |
| Inscrits / Participation | Inscrits / Participation                               | 616  | 178 970 | 100   |       |        |               |  |  |  |  |  |  |  |

## Analyse
Le cabinet Rutte IV, auparavant doté de 32 sièges à la Première Chambre, perd 8 sièges. Le positionnement politique de la coalition lui permet néanmoins d'espérer pouvoir faire passer ses projets de loi à la Première Chambre en obtenant le soutien périodique des formations à sa droite ou sa à gauche. Le Mouvement agriculteur–citoyen, ainsi que la Gauche verte et le Parti travailliste sont ainsi perçu comme des soutiens potentiels. Avec 14 sièges, ces deux derniers forment un groupe commun à la Première Chambre le 13 juin 2023.
Toutefois, le pays est confronté le 7 juillet suivant à l'éclatement de la coalition au pouvoir en raisons d'importantes divergences d'opinion de ses partis membres vis-à-vis d'un projet de réforme du droit d'asile. Le gouvernement Rutte remet en conséquence sa démission collective au roi Willem-Alexander, déclenchant des élections législatives anticipées.